# 물질량
물질량(物質量)은 원자나 분자 등의 물질의 양에 관한 국제단위계의 기본 양 중 하나이다. 국제단위계에서는 몰(mol)을 물질량의 단위로 정하였으며, 1몰은 탄소-12가 12그램(g)이 되는 물질의 양에 해당한다.
mol=6*10^23

## 같이 보기
- 국제량체계